# Наталі Розенцвайг
Наталі Розенцвайг (*1975) — архітекторка, лауреатка нагород RIBA та RICS. Живе та працює в Парижі та Лондоні.

## Кар'єра
Наталі Розенцвайг народилася в жовтні 1975 року в Брюсселі. Освіту здобула в Лондоні в Школі архітектури архітектурної асоціації (AA), яку закінчила в 2001 році
Після випуску почала працювати в Лондоні та Парижі, а також брала учать в архітектурних проєктах в Пекіні, Афінах та Мецці.
У 2005 році разом із Мішелем да Коста Гонсалвесом заснувала компанію RARE architecture  , яку протягом 12 років очолювала. Також Наталі Розенцвайг понад десять років (2004-2016)  викладала у Школі архітектури Архітектурної асоціації (AA) у Лондоні.
У 2012 році журнал Architects' Journal присудив Наталі Розенцвайг за нагороду «Архітекторка року» (AJ Emerging Woman Architect of the Year Award).   У 2014 році газета The Guardian додала Наталі в список «..0 архітекторок, на яких варто звернути увагу».  
У 2018 році Розенцвайг заснувала архітектурну студію NAME.
Наталі Розенцвайг продовжує читати лекції. Окрім Школи архітектури Архітектурної асоціації   , вона викладає в Університеті штату Канзас. Також вона багато робить у суспільній сфері. Зокрема, брала участь в організації міжнародних архітектурних заходів, провідної світової виставки скляної промисловості Glasstec та осіннього семестру у Школі квіткового дизайну Маямі. 
Наталі Розенцвайг має кілька друкованих матеріалів :есе Наталі Розенцвайг: Уявлене та уявне, твір у збірнику Scale: imagination, perception, and practice in architecture (Routledge, ISBN 9780415687119 )  та стаття у журналі A+u Architecture and Urbanism.під назвою London - Renewing Architecture & Cityscape (Лондон - оновлення архітектури та міського пейзажу). 
Крім того, Наталі Розенцвайг займається громадською діяльністю. Вона брала участь в обговоренні проблем, з якими стикаються жінки-архітекторки. Вона підкреслює: «Дуже шкода бачити стільки талантів, які просто не реалізуються», а причинами цього можуть бути довгий робочий день та необхідність догляду за дітьми.  

## Видатні проєкти

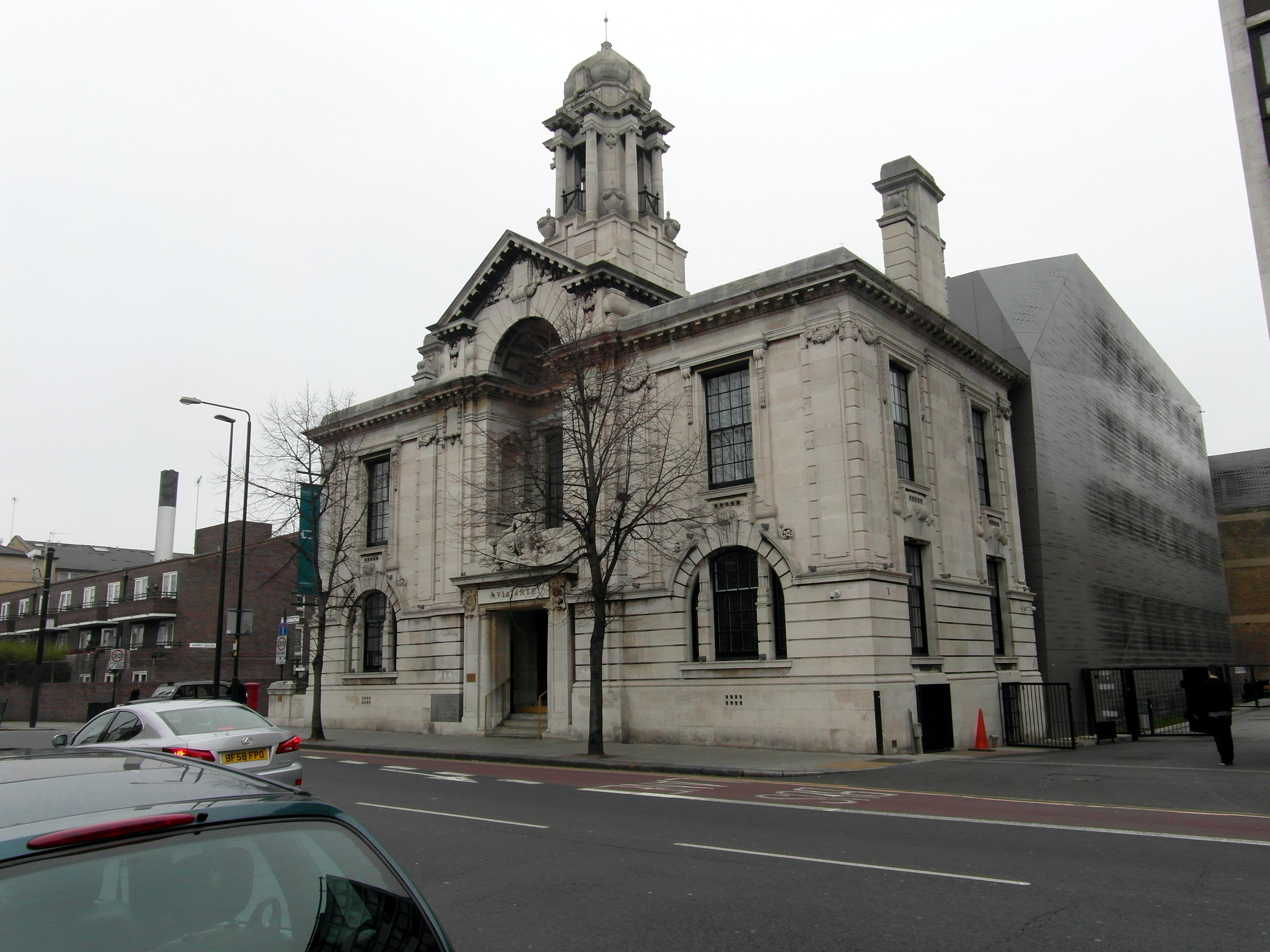
Ратуша Town Hall, Лондон

За свою архітектурну діяльність Наталі Розенцвайг отримала нагороду Королівського інституту дипломованих геодезистів (RICS) Grand Final Building Conservation Award.
Її проєкт готелю Town Hall у Лондоні (Bethnal Green Town Hall Hotel ) в 2011 році відзначили як Проєкт року.      
Town Hall - розкішний готель на 98 номерів у Гекні Лондона.    Його було збудовано в 1910 році, в 1937 році реконструйовано. Будівля має ІІ ступінь вогнестійкості (I ступінь - найвища межа вогнестійкості споруд). Тому в новому проєкті до існуючої конструкції додали вирізану лазером алюмінієву «шкіру», яка покриває нову підлогу. В зоні ресторану Viajante були збережені кілька скульптур Генрі Пула. Автором кулінарного проекту Viajante був Нуно Мендес -колишній шеф-кухар одного з найкращих іспанських ресторанів elBulli.
Будівля Town Hall також отримала нагороду RIBA. The Times зазначає: «Перетворення виконано в сучасній манері, але з повагою до старої роботи, яка або збереглася недоторканою, або висвітлена разючими втручаннями».  В журналі Sleeper Magazine підкреслено, що «готель та апартаменти Town Hall поєднують в собі далекоглядне розширення та делікатну реставрацію будівлі, яка стоїть у самому центрі лондонського Іст-Енду з едвардіанських часів».
Наталі Розенцвайг також проєктувала в Бангкоку Торговий центр Central Festival EastVille та Галерею моди. У Парижі вона розробляла ресторан Porte 12, який належить Андре Чіанг і управляється Вінсентом Крепелем, а також ресторан Londrino для шеф-кухаря Леандро Каррейра. Ресторан Londrino потрапив до шорт-листа нагород дизайнерів ресторанів та барів.  В журналі Wallpaper було відмічено, що Розенцвайг «створила простий, витончений простір, який ретельно розглядає вишукану майстерність страв Londrino».
Наталі Розенцвайг також відома як дизайнерка елітних апартаментів на Касл-Лейн у Вестмінстері   (заповідник Birdcage Conservation Area) – та інноваційним переосмисленням класичного аркового вікна. Журнал Architectures CREE писав: "Інновація існує в традиціях. Культурна спадщина сильно присутня в цій концепції аркового вікна. Подвійний вигин утворює товстий фасад, щоб створити переглянуту форму аркового вікна". 
З 2004 по 2016 рік Наталі Розенцвайг викладала у Школі архітектури Архітектурної асоціації (AA), спочатку для слухачів початкового рівнья (2007-2016), а пізніше інтермедіа (середній рівень 4).    
З 2006 по 2016 рік вона була керівницею школи АА Сінгапур.     У рамках семінару для АА Розенцвайг і Валентин Бонт'єс ван Бік очолили студентський проєкт «The Crossings Project»   з будівництва експериментального пішохідного мосту в парку Гук, лісі площею 142 гектари в Дорсеті, південно-західна Англія. Його фінансувала премія Кастерсона.

## Нагороди
- Премія AJ Emerging Woman Architect of the Year Award, журнал архітекторів [61]
- Нагорода RIBA, готель Town Hall [62] [63]
- Нагорода RICS за збереження будівель, Лондон, готель Town Hall [64]
- Премія RICS «Проєкт року», готель Town Hall [65]
- Шорт-лист нагород Dezeen, категорія «Житло» для VI Castle Lane [66]
- Шорт-лист The Brit List 2018 [67]
- Архітектор року, The Brit List 2018 [68]